# 田原市立赤羽根中学校
田原市立赤羽根中学校（たはらしりつ あかばねちゅうがっこう）は、愛知県田原市赤羽根町にある公立中学校。

## 沿革
- 1947年（昭和22年） - 赤羽根村立赤羽根中学校として創立される[1]。
- 1958年（昭和33年） - 町制施行により赤羽根町立赤羽根中学校と改称[1]。
- 1970年(昭和45年)-放送教育研究発表会(NHK・愛視協委嘱)
- 2003年（平成15年） - 市制施行により田原市立赤羽根中学校と改称[1]。
- 2021年（令和3年）4月 - 泉中学校を赤羽根中学校へ統合。

## 通学区域
- 田原市立赤羽根小学校区[2]
- 田原市立若戸小学校区[2]
- 田原市立高松小学校区[2]
- 田原市立泉小学校区[2]

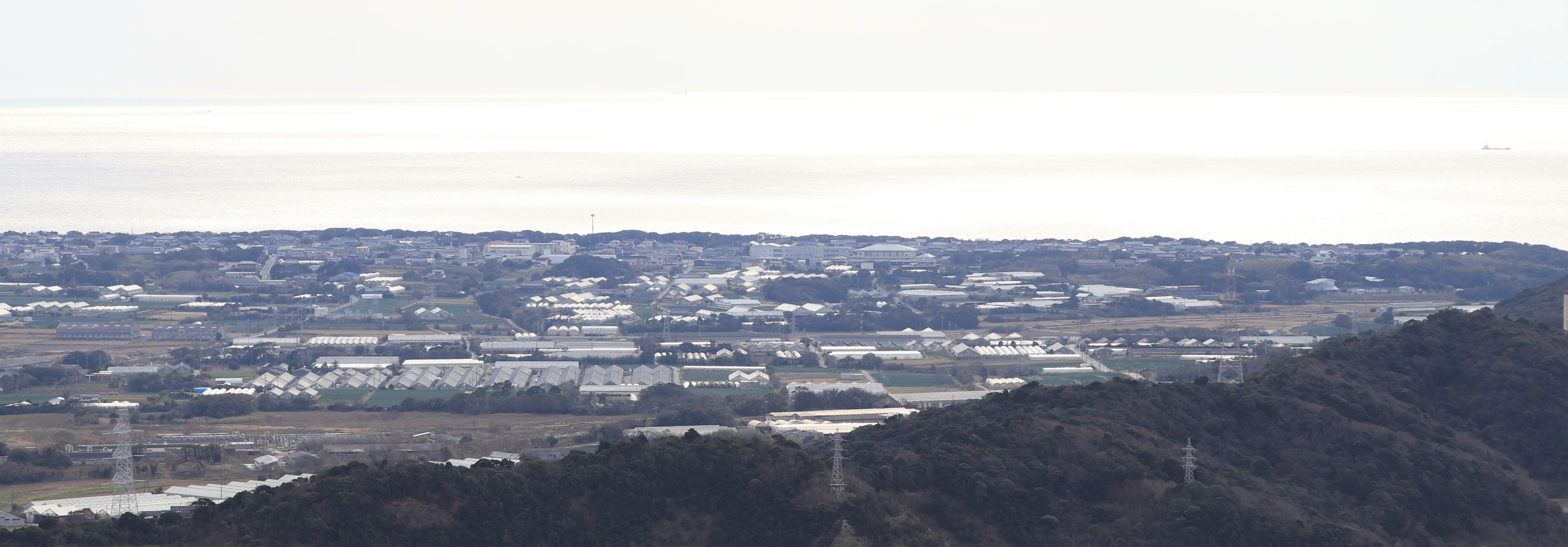
学校周辺の田原市赤羽根町の街並み、近隣の東側に田原市立赤羽根小学校